# Tol Sīāsat
Tol Sīāsat (persiska: تل سیاست) är en ort i Iran.   Den ligger i provinsen Khuzestan, i den centrala delen av landet, 600 km söder om huvudstaden Teheran. Tol Sīāsat ligger 82 meter över havet och antalet invånare är 255.
Terrängen runt Tol Sīāsat är huvudsakligen platt, men åt nordost är den kuperad. Runt Tol Sīāsat är det ganska tätbefolkat, med 62 invånare per kvadratkilometer. Närmaste större samhälle är Longīr-e Vosţá, 5,0 km öster om Tol Sīāsat. Trakten runt Tol Sīāsat är ofruktbar med lite eller ingen växtlighet.